# Cola flavovelutina
Cola flavovelutina är en malvaväxtart som beskrevs av Karl Moritz Schumann. Cola flavovelutina ingår i släktet Cola och familjen malvaväxter. Utöver nominatformen finns också underarten C. f. idoumensis.